# Stroombroek (bungalowpark)

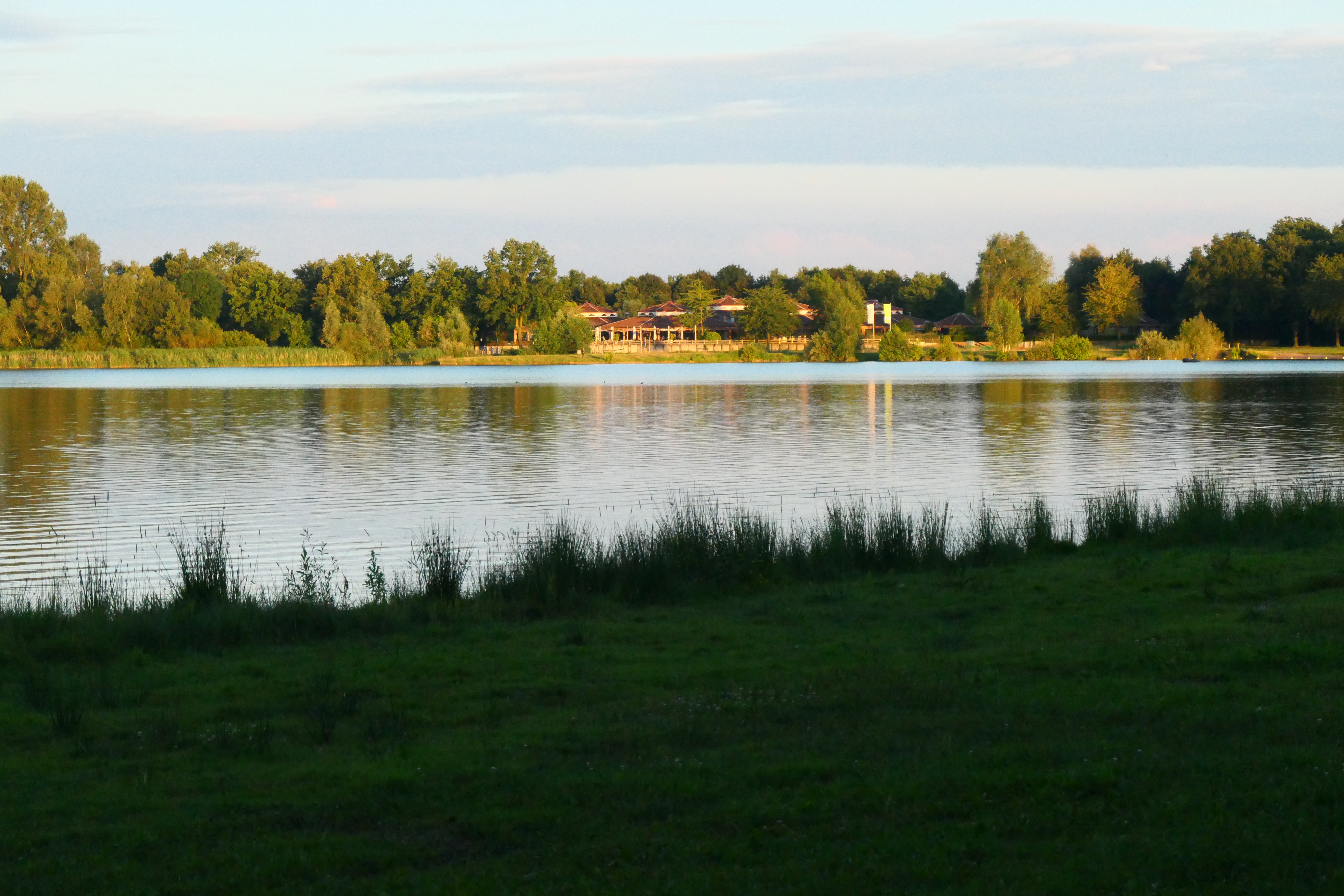

Stroombroek is een grootschalig bungalowpark in neo-Griekse stijl gelegen juist ten noorden van het Gelderse Braamt, gemeente Montferland.
Het park ligt aan de recreatieplas Stroombroek, in de volksmond ook wel het Braamtse Gat genoemd. Het park maakt deel uit van de keten Landal GreenParks. Bij het bungalowpark ligt ook een wellnesscentrum (Palestra).
Claudia Melchers, dochter van de miljonair Hans Melchers werd gedurende haar ontvoering in 2005 enkele dagen op dit park gevangengehouden.